# Liaison à courant continu Lyon-Moûtiers
La liaison à courant continu Lyon-Moûtiers est la ligne à haute tension CCHT à génération électromécanique la plus puissante jamais construite. Conçue par René Thury, elle a été utilisée entre 1906 et 1936 pour la transmission d'énergie électrique depuis une centrale hydroélectrique située à Moûtiers vers Lyon (France).
Trajet Moutiers - Lyon
À la centrale de Moutiers, 4 générateurs en série étaient entraînés par 2 turbines. Quand la puissance appelée changeait, le nombre de générateurs connectés en série variait, et la tension de la ligne variait également.
La ligne était bipolaire avec un maximum de 75 000 volts à la terre et donc  150 000 volts entre conducteurs. La ligne faisait 200 kilomètres de long, avec 190 de liaison aérienne et 10 kilomètres de câble souterrain à isolation papier. À l'origine, le câble était prévu pour 75 A, puis fut utilisé jusqu'à 150 A. Malgré cette augmentation du courant, le câble était toujours en bon état quand le système fut démantelé en  1936,.

## Littérature
- A. Rey, Transport d'énergie Moutiers-Lyon : Par courant continu à 50 000 volts, Les Ulis, Société Hydrotechnique de France, coll. « La Houille Blanche », octobre 1908 (DOI 10.1051/lhb/1908068, lire en ligne), p. 229-235